# Setaria villosissima
Setaria villosissima là một loài thực vật có hoa trong họ Hòa thảo. Loài này được (Scribn. & Merr.) K.Schum. miêu tả khoa học đầu tiên năm 1902.